# Boldizsár Horvát

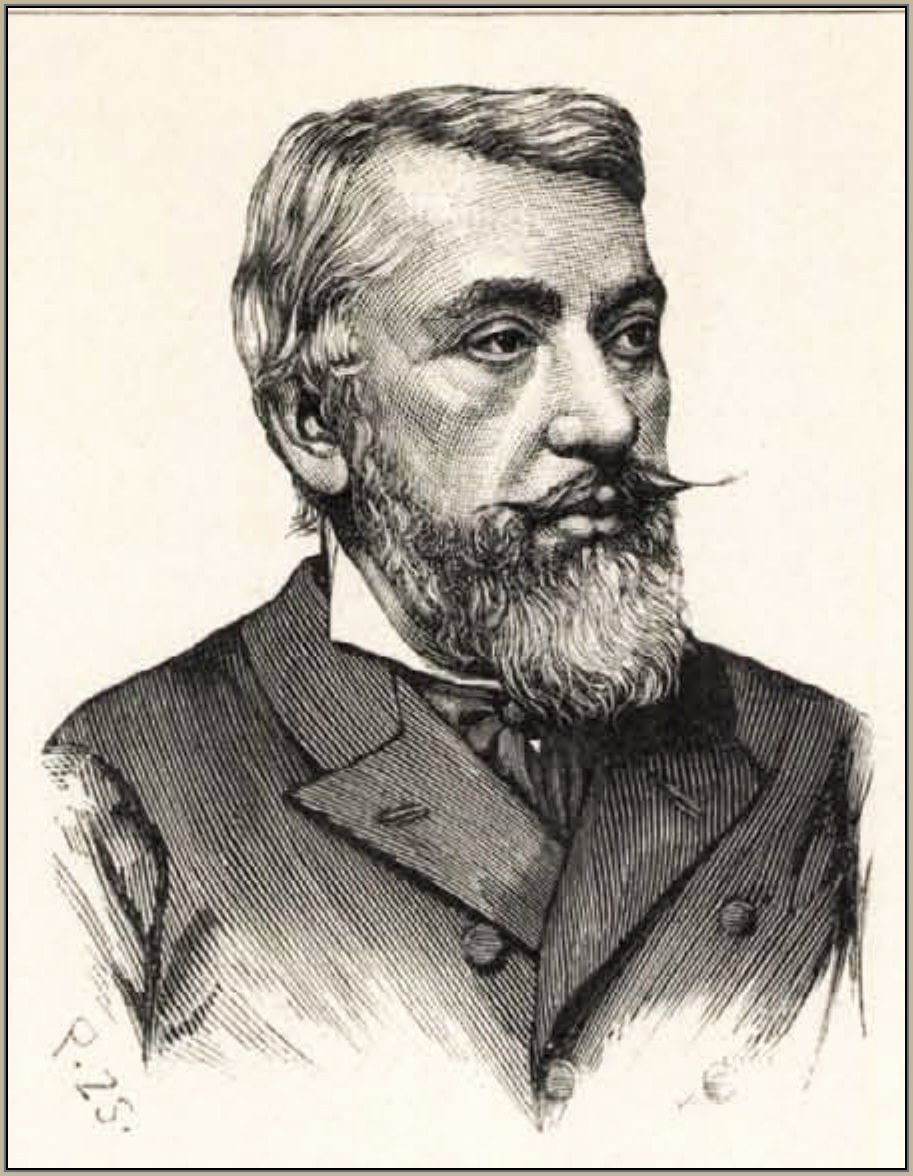
Boldizsár Horvát (1889)

Boldizsár Horvát (auch Horváth * 1. Januar 1822 in Szombathely, Komitat Vas; † 28. Oktober 1898 in Budapest) war ein ungarischer Politiker, Jurist und Justizminister. 

## Leben
Horvát studierte Jura in Győr und wurde nach Ablegen der Advokatenprüfung 1843 Anwalt in Szombathely. 1848/1849 war er Landtagsabgeordneter für Szombathely und geriet während der Ungarischen Revolution in österreichische Gefangenschaft. 1850 kam er frei, wurde erneut Anwalt und 1861 wieder Abgeordneter. 1863 war er einer der Gründer der „Bodenkreditanstalt“ (Országos Földhitelintézet) und wurde dort Leiter der Rechtsabteilung. Auf Vorschlag von Ferenc Deák wurde Horvát im Februar 1867 von Ministerpräsident Gyula Andrássy zum Justizminister ernannt und trat 1871 von diesem Amt zurück. 1878 zog er sich aus dem öffentlichen Leben zurück und wurde 1887 Mitglied der Kisfaludy-Gesellschaft.